# Principi de raó suficient
El principi de raó suficient és un principi filosòfic segons el qual tot el que passa té una raó suficient per a ser així i no d'una altra manera; en altres paraules, tot té una explicació suficient.

## Conseqüències del principi
Tots els esdeveniments que a primera vista semblen deguts a l'atzar o contingents en realitat tenen una explicació suficient; el que passa és que no disposem d'una capacitat d'anàlisi total. En últim terme totes les veritats són veritats de raó, ja que una anàlisi infinita conduiria a poder determinar-ne la necessitat.
El racionalisme com mètode d'anàlisi inaugurat per Descartes i l'exigència de certesa del seu mètode, considera que la descomposició analítica en els elements simples, permet conèixer l'ordre lògic que constitueixen les substàncies complexes així com les relacions causa els d'unes substàncies amb les altres
Segons Descartes i els racionalistes, l'evidència troba el seu fonament en el fet de la demostració de l'existència d'un Déu com a ésser perfecte que no pot enganyar ni ser enganyat. Conseqüentment, la lògica aristotèlica tradicional de la intuïció de les essències per part de l'enteniment com a facultat de l'ànima és interpretada ara per la lògica racionalista de Port Royal, com a lògica d'atribució a una noció que és coneguda com a idea en la consciència, no com a intuïció de la realitat de l'essència, com havia estat fins ara.
Per això el predicat és un atribut o manera del subjecte com a substància, cognoscible mitjançant l'anàlisi, segons el coneixement acabat dels elements que li constitueixen com a substància i les causes (relacions amb altres substàncies) que ho van fer possible i existent al món de l'experiència. En altres paraules, tot és necessari en la seva dependència del Ser Cal: Déu, perquè en últim terme totes les veritats serien per a nosaltres veritats de raó si poguéssim sotmetre la realitat a una completa anàlisi de la noció de cadascuna de les substàncies que constitueixen el món. Aquest és el resultat del racionalisme dut a les seves últimes conseqüències.
Les raons d'aquesta anàlisi completa mai les hem de conèixer nosaltres per la limitació de l'enteniment humà, per la qual cosa les veritats de fet, justificades en raons veritables, són aquelles veritats que encara oculten i no completen la sèrie infinita de raons que fan possible l'existent.
Per Déu, aquesta infinita anàlisi és sempre present de manera que, per a Déu, totes les veritats del món són veritats de raó.
El mecanicisme cartesià semblaria estar recolzat en aquest principi, a condició del manteniment d'un dualisme radical: la substància pensant, res cogitans, i la substància extensa, res extensa.
Però Leibniz no admet aquest dualisme en la seva concepció metafísica. Considera el mecanicisme injustificable per la seva condició de matèria extensa i justifica la substància amb el seu concepte de mònada. Aquest concepte permet justificar l'ordre del món en una  harmonia preestablerta per Déu  i la Llibertat de l'home en una acció immanent de les mònades.
Per justificar el fet de la llibertat, s'ha fet famosa la frase que va utilitzar el mateix Leibniz per explicar el seu principi i les veritats de raó: Cèsar va passar el Rubicó. Atès que el fet de passar el Rubicó aparentment no procedeix de l'anàlisi de la noció de Cèsar. Com que Cèsar era un ésser lliure, va podria no haver passat el Rubicó, sense deixar de ser Cèsar.
No obstant això, com, de fet, ha passat el Rubicó hi ha d'haver una raó suficient perquè ho fes, i aquesta raó no pot estar més que en la mateixa substància de Cèsar. El Cèsar que no hagués passat el Rubicó ja no seria el mateix Cèsar, seria un altre Cèsar. Així, doncs, Cèsar es constitueix com a tal en els seus predicats. Només una anàlisi completa de tot el que constitueix la noció de Cèsar explicaria la veritat necessària i, per tant, veritat de raó del fet: "Cèsar va passar el Rubicó".
Les nostres anàlisis abasten només uns quants elements mundans que ens donen raó i expliquen una veritat de fet, contingent, que va poder no haver estat, però per Déu, tot succeeix d'acord amb una raó suficient continguda en la noció de cada mònada. El conjunt i finalitat de la raó suficient de l'acció de totes les mònades, en el seu conjunt com món real, enfront de tots els mons possibles no pot ser altra que: "Aquest és el millor món de tots els possibles". Així queda justificada la Perfecció i Bondat de Déu.

## Formulacions de Leibniz
El principi té antecedents tot al llarg de la història de la filosofia,
Però generalment s'atribueix a Gottfried Leibniz, qui el formula en diverses ocasions al llarg de la seva obra:
| «                  | ... que mai passa alguna cosa sense que hi hagi una causa o almenys una raó determinant, és a dir, una cosa que pugui servir per donar raó a priori de per què alguna cosa existeix i per què existeix d'aquesta manera més aviat que d'una altra manera. | » |
| — Teodicea, I, 44. | |   |

| «                       | Els nostres raonaments estan fundats sobre dos grans principis: el de contradicció ..., i el de la raó suficient, en virtut del qual considerem que cap fet podria trobar-se ser veritable o existent, cap enunciat veritable, sense que hi hagi una raó suficient per la qual això sigui així i no d'una altra manera, si bé aquestes raons les més de les vegades no ens puguin ser conegudes. | » |
| — Monadología, § 31-32. | |   |

En Gerhardt, V. 309 ho descriu com "principium redendae rationis" (principi pel qual s'ha de donar raó).
En Monadología, § 32: considera que aquest principi és un dels que funda qualsevol raonament. "Considerem que cap fet pot ser veritable sense que hi hagi una raó suficient perquè sigui així i no d'una altra manera".
En Theoría motus abstracti (seccs. 23-24): "Res succeeix sense raó" ... d'on estableix les condicions que cal evitar canvis inestables, entre contraris triar el terme mitjà, i poder afegir a qualsevol terme el que ens plagui sempre que no causi perjudici a cap altre terme; ja que "aquest nobilíssim principi de raó suficient" és "l'àpex de la racionalitat en el moviment".
En Gerhardt, II, 181: Estableix que no tot el possible existeix. "Un cop admès això se segueix que alguns possibles arriben a l'existència més aviat que altres, no per absoluta necessitat sinó per alguna altra raó (com el bé, l'ordre, la perfecció)".
Carta des Bosses el 1711: "si no hagués la millor sèrie possible, Déu no hauria creat res, ja que no pot obrar sense una raó o preferir el menys perfecte al més perfecte".
"Un altre principi amb prou feines menys general en la seva aplicació que el principi de contradicció, s'aplica a la naturalesa de la llibertat. Es tracta del principi que res esdevé sense la possibilitat que una ment omniscient pugui donar alguna raó del perquè esdevé més aviat que no passa. A més, em sembla que aquest principi té per a les coses contingents el mateix ús que per les coses necessàries ".
Per a la tradició racionalista, el principi de raó suficient és el fonament de tota veritat, ja que ens permet establir quina és la condició (la raó) de la veritat d'una proposició. Tot el que passa té en si una raó suficient. Una anàlisi completa faria patent aquesta raó. En darrer terme, per a Déu, tot és veritat de raó.

## Temes de Leibniz
- Hi ha alguna cosa més que res perquè hi ha una raó suficient: la superioritat de l'ésser sobre el no-ser.
- No hi ha buit en la Naturalesa, perquè llavors caldria explicar per què certes parts estan ocupades i altres no, i la raó d'això no pot trobar-se en el buit mateix.
- La matèria no pot reduir-se a l'extensió perquè no hi hauria raó que expliqués per què una part de la matèria està en el lloc x més aviat que en el lloc Y.[15]

## Interpretacions del principi
Christian Wolff: Per rationem sufficientem intelligimus id, onze intelligitur, cursos Alique sit. (Ontologia § 56) (Entenem per raó suficient allò per què s'entén per què alguna cosa existeix).
Aquesta interpretació de tipus ontològic ha estat mantinguda com a derivació del principi de no contradicció. I ha estat la interpretació que ha prevalgut durant molt temps en els racionalistes i neoescolàstics del segle xix.
Schopenhauer en la seva obra Sobre la quàdruple arrel del principi de raó suficient (1813) assenyala quatre formes d'aquest principi:
- La raó segons la qual tot el que passa en els objectes físics o materials pot explicar-se.
- La raó segons la qual hi ha una raó per la qual una determinada proposició sigui vertadera.
- La raó segons la qual tota propietat relativa a números o figures geomètriques és explicable en termes d'altres propietats.
- La raó segons la qual algú fa el que fa.

Aquests principis són l'aplicació a quatre necessitats: necessitat física, lògica, matemàtica i moral.
Alexander Pfänder considera el sentit genuïnament lògic del principi, segons el qual aquest descansa en la "connexió interna que la veritat d'un judici té, d'una banda, amb el "judici". El seu coneixement a priori no limita la possibilitat de l'acció de cada mònada al seu interior, perquè en realitat la successió és una harmonia preestablerta per Déu que ha triat el "millor món dels possibles", per altra banda amb la raó suficient, i és, per tant, un principi aplicable només al judici i a la condició de veritat, la qual cosa equival, en el fons, a la possibilitat de ser veritable.
Tots dos principis es refereixen a existents, possibles o actuals, però mentre el primer és una forma de la llei de causalitat (final) el segon consisteix en l'afirmació que tota producció causal actual està determinada pel desig del bé.
El primer té un caràcter metafísicament necessari (principi dels contingents possibles) mentre el segon és contingent (principi dels contingents actuals).
Heidegger considera aquest principi com una qüestió central de la metafísica perquè afecta la qüestió del fonament. Considera que té dos aspectes:
- Negatiu: nihil est sine ratione (res existeix sense una raó)
- Afirmatiu: omne ENS habet rationem (tot ésser té raó)

Per Heidegger la forma negativa és més fonamental, ja que no afecta les coses de les quals s'afirma alguna cosa, sinó al fonament de les coses, del qual fonament no s'afirma res. Per a Heidegger el principi s'interpreta erròniament en confondre "raó" amb "fonament". Per tant, el principi declara no hi ha res sense raó, per tant declara que el principi no té raó, però no dona la raó del fonament. La raó del principi no es troba en el principi.
Per Heidegger el sentit d'aquest petit principi de raó (der kleine Satz von Frund) és el sentit originari del "logos", com el que "es fa veure", el que s'obre l'ésser per fer-se "present". D'aquesta forma aquest petit principi es converteix en el gran principi (grosse Grundsatz), quan parla com "paraula de l'Ésser" (als Wort vom Sein), trucant a aquest Ser, "Raó".
Tenint en compte tot l'anterior les diverses maneres d'entendre el principi de raó suficient adquireix les següents formes d'entendre:
- L'ontològica
- La lògica
- La psicològica o gnoseològica
- La metafísica

Ferrater Mora conclou que totes aquestes maneres estan relacionats: pot considerar-se ontològic, però al mateix temps és lògic o lògicament formulable. No obstant això, alhora és un principi que s'imposa a tot pensar i, com a tal, tot pensar com pensament té el seu origen en el principi de raó.

## Situació d'aquest principi en la física i en la matemàtica
En l'actualitat, el principi de raó suficient va ser refutat en la física, mitjançant la interpretació de Copenhaguen de la mecànica quàntica. Aquesta interpretació va ser confirmada pel teorema de Bell, que afirma que si existissin variables ocultes d'acció local, això tindria conseqüències diferents dels que prediu la mecànica quàntica. Com la relativitat especial no permet l'existència de variables d'acció no local, la conseqüència és que la situació plantejada per la mecànica quàntica és atzar veritable.
D'altra banda, en les matemàtiques, el teorema de Gödel va demostrar que hi ha afirmacions veritables en matemàtica que no es poden demostrar. En particular, es refereix als sistemes axiomàtics que poden definir els nombres naturals, i en general, a tota lògica de segon ordre. El teorema diu que aquests sistemes axiomàtics serien inconsistents o incomplets.